# Bidok
bidok – behinderung inklusion dokumentation ist eine digitale Volltextbibliothek mit Texten und Materialien zum Thema Integration und Inklusion von Menschen mit Behinderungen am Institut für Erziehungswissenschaften der Universität Innsbruck.
Die Internetbibliothek umfasst wissenschaftliche Arbeiten, Beiträge aus Zeitschriften und Büchern, Berichte, Vorträge, Rezensionen. Sie umfasst ca. 1500 digitale Volltexte zu 16 Themenbereichen.

## Volltextbibliothek
Hauptaufgabe des Projekts ist die Aufarbeitung fachspezifischer Artikel aus den Bereichen integrative/Inklusive Pädagogik und Disability Studies in der Volltextbibliothek. Die digitale Bibliothek ist insofern einzigartig in ihrem Fachbereich, als bidok vollständige Texte (und nicht nur Titel oder Teilauszüge) im Internet zur Verfügung stellt.
Der Schwerpunkt liegt eher auf schwer zugänglicher Literatur, sogenannte graue Literatur (z. B. unveröffentlichte Referate, Manuskripte, Tagungsberichte, Diskussionspapiere, Veröffentlichungen kleiner Verlage) und vergriffenen Texten/Büchern, sowie auf Fachartikeln aus verschiedenen Zeitschriften.
Die Texte werden nach folgenden Themenbereichen in die Volltextbibliothek aufgenommen: Arbeitswelt, Disability Studies, Eugenik, Geschlechterdifferenz, Kultur, Lebensraum, Psychosoziale Arbeit, Recht, Schule, Selbstbestimmt Leben, Sexualität, Theoretische Grundlagen, Therapie, Vorschulischer Bereich.
Bei der Auswahl der Texte für bidok wird deren Bedeutsamkeit für integrative/inklusive Pädagogik und die Entwicklung der Rechte behinderter Menschen in den Mittelpunkt gestellt. Das bezieht sich sowohl auf praktische bzw. handlungsbezogene als auch auf sozialwissenschaftlich theoretische Orientierungen in den Texten.
Die bidok-Website allgemein und die Volltextbibliothek im Besonderen, sollen Informationen und wissenschaftliche Beiträge einer möglichst großen Zahl von Interessenten zugänglich machen. Daher kommen auf der Website Technologien zum Einsatz, die eine Entsprechung mit den Standards für Barrierefreiheit ermöglichen, die die Langlebigkeit der Informationen garantieren, die flexibel und erweiterbar sind, und die auch der Erfüllung ästhetischer Kriterien zweckdienlich sind.

## Leicht Lesen
Neben der allgemeinen Bibliothek gibt es parallel dazu eine weitere Bibliothek, die Texte in Leichter Sprache zur Verfügung stellt. Außerdem gibt es über kommentierte Linklisten vielfältige Hinweise zu weiteren Angeboten in Leichter Sprache im Internet.
Leichte Sprache gewährleistet, dass sprachliche Barrieren abgebaut werden und ermöglicht so allen Gesellschaftsmitgliedern an sämtlichen Bereichen des Lebens zu partizipieren.
bidok hat es sich deshalb zum Ziel gesetzt, relevante Themen und Inhalte in leichter Sprache bereitzustellen, insbesondere für Menschen mit Lernschwierigkeiten. In der Leicht-Lesen-Bibliothek finden sich zahlreiche Texte zur Rechtssituation von Menschen mit Behinderungen, aber auch zu den Themen Arbeit, gesellschaftliche Entwicklungen, Bioethik etc.

## Projekte
bidok beteiligt sich in Form von Projekten an Forschung und Entwicklung des Themengebietes Inklusion:
- New Paths to Inclusion – Neue Wege zur Inklusion[2]: bidok ist Partner bei dem multinationalen EU-Projekt
- Projekt "Arbeit": Ziel ist die Recherche und Veröffentlichung von Texten, Materialien und Informationen zum Themenbereich Arbeitswelt/Berufliche Integration, die der allgemeinen Information, Beratung, Aus- und Weiterbildung und Qualitätsentwicklung dienen
- Das Bildnis eines behinderten Mannes: Das partizipative Forschungsprojekt von Volker Schönwiese im Rahmen einer Studie zur Darstellung von Behinderung und deren Aktualität hat etliche Veröffentlichungen, eine Ausstellung sowie einen Dokumentarfilm als Ergebnisse hervorgebracht, der beim Internationalen Filmfestival von Calgary in Kanada ausgezeichnet wurde.

## Vernetzung
bidok beteiligt sich an der Vernetzung der Inklusionsforschung:
- Academic Network of European Disability experts (ANED);[3] Kontaktperson für Österreich: Volker Schönwiese
- Netzwerk Inklusion ist eine offene Plattform zur Vernetzung inklusionsorientierter Lehrangebote, Forschungsprojekte, Publikationsorgane und anderer Institutionen und Organisationen. In verschiedenen Datenbanken können Daten zur Verfügung gestellt, Beiträge kommentiert und Kontakt aufgenommen werden
- Sozial-inklusive Bildungsakademie Frei(t)räume ist Gründungsmitglied des Vereins Frei(t)räume, der Fortbildungen von und für Menschen mit und ohne Behinderungen anbietet. Außerdem unterstützt bidok aktiv bei der inhaltlichen Zusammenstellung dessen Fortbildungsprogramms

## Lernplattform
2008 wurde auf der Basis von Moodle eine neue Lernplattform aufgebaut: Dort können bidok-Usende selbstorganisiert, zeit- und ortsunabhängig Inhalte erarbeiten und Lehrende haben die Möglichkeit, Kurse anzubieten. Foren, Chat und Kalender ermöglichen kursinterne Kommunikation sowie Planung und Abwicklung von Gruppenarbeiten und Projekten. Verschiedene Lernaktivitäten wie Datenbanken oder Glossare ergeben eine Basis für Informationsmanagement und -vermittlung. In Form von Lektionen können Lerninhalte didaktisch aufbereitet werden und das kollaborative Verfassen von Texten wird beispielsweise durch Wikis, Lektionen, Lernpakete oder Bücher ermöglicht. Mit diesem Angebot will bidok die Forschung und Lehre im gesamten deutschsprachigen Raum unterstützen. Über 500 Registrierte nutzen derzeit die bidok-Lernplattform.